# Gigai
Un gigai(義骸, gigai? lit. faux body) este un corp uman artificial ce apare în anime-ul și seria manga Bleach, care îi permite unui shinigami să ramână în lumea umană pentru o perioada mai lunga de timp, fie datorită pierderii temporare a puterilor sau datorită unei misiuni prelungite. Deși corpul este sintetic, el funționează și operează aproape exact ca un corp natural, inclusiv curculația sanguină și funtionarea organelor interne. Spre deosebire de corpul normal al unui shinigami, un gigai poate fi văzut de oameni fără puteri spirituale și îi permite shinigami-ului să interectioneze cu aceștia.
Gigai-ul a fost creat și în scopul de ai ajuta pe shinigami să își recupereze puterile sau să se vindece dacă nevoia apare, lucru care nu este posibil în formă spirituală.